# Pyranthus lucens
Pyranthus lucens är en ärtväxtart som först beskrevs av René Viguier, och fick sitt nu gällande namn av Du Puy och Jean-Noël Labat. Pyranthus lucens ingår i släktet Pyranthus och familjen ärtväxter. Inga underarter finns listade i Catalogue of Life.